# Madame Terror
Madame Terror er en roman af Jan Guillou om den svenske agent Carl Hamilton. Den blev udgivet den 16. august 2006 i Sverige og er oversat til bl.a. dansk.

## Handling
Jan Guillou har en tese om terrorisme, som danner grundlaget for den centrale handling, nemlig at terrorister ikke har blå uniformer og ingen Apache-helikoptere. Så han vender situationen i konflikten mellem Israel og Palæstina 180 grader og udstyrer en gruppe palestinensiske militærfolk med blå uniformer og en avanceret russisk ubåd af titanium.
Som kommandør over ubåden har han brug for en usædvanlig officer, og Guillou henter så overraskende Carl Hamilton frem fra glemslen. Han har ellers levet en af FBI beskyttet tilværelse som "Hamlon" i San Diego, fordi han tidligere blev idømt en livstidsstraf i Sverige i den forrige roman. På grund af udmærkelser for det tidligere Sovjetunionen kan han lede en russisk besætning som den måske eneste overhovedet.
Hovedpersonen er imidlertid ikke Hamilton, men hans gode ven fra den palæstinensiske efterretningstjeneste Mouna al Husseini, som lægger navn til bogen og bliver Madame Terror.
Yassir Arafat har før sin død givet Husseini kapital med henblik på at skabe en palæstinensisk flåde og med den russiske præsident Putins gode vilje købe den tophemmelige russiske ubåd, som er forsynet med avanceret teknik, der gør den meget svær at opdage.
Så efter nogle øvelser i Atlanterhavet stævner ubåden ind i Middelhavet og angriber den israelske flåde og udraderer den, hvorefter dilemmaet opstår: Er der tale om terrorisme, når det er en regulær krigsmaskine der opererer?
På flugt fra den amerikanske middelhavsflåde dukker ubåden op forskellige steder, bl.a. i Sydafrika, hvor Nelson Mandela er garanten for, at den ikke lider overlast.
Bogen afsluttes med en positiv indstilling til en anden kvinde, nemlig den amerikanske udenrigsminister Condoleezza Rice, der ikke går i panik, men forstår forhandlingens kunst.

## Reference
- Madame Terror / Jan Guillou. Modtryk, 2006. 416s. ISBN 978-87-7053-017-0